# Дю Валь, Патрик
Патрик Дю Валь (26 марта 1903 — 22 января 1987) — британский математик, известный своими работами по алгебраической геометрии, дифференциальной геометрии и общей теории относительности. Дювалевские особенности алгебраических поверхностей названы в его честь.

## Ранние годы
Дю Валь родился в Чидл-Хьюме, графство Чешир. Он был сыном изготовителя шкафов, но семья его родителей распалась. Он был болезненным ребёнком, в частности страдал астмой, и получил образование в основном от матери. Он был награждён почётной степенью первого класса от внешней программы Лондонского университета, которую он прошёл по переписке.
Он был талантливым лингвистом, в частности самостоятельно выучил норвежский, так что он смог прочитать Пер Гюнт. Он также интересовался историей, но его любовь к математике побудила его выбрать её как будущую карьеру. Его ранние работы показывают склонность к прикладной математике.
Его мать переехала в деревню около Кембриджа, и он познакомился с Генри Бейкером. Бейкер возбудил в нём интерес к алгебраической геометрии, и он поступил в Тринити-колледж в 1927 году.

## Исследования по геометрии
Ранние работы Дю Валя, до того, как он стал аспирантом, касались общей теории относительности, в том числе статья о модели де Ситтера и тензорном исчислении Грассмана. Его диссертация была по алгебраической геометрии, в ней он обобщил результат Шуте. Он изучал алгебраические поверхности, а позднее стал интересоваться эллиптическими функциями.
В 1930 году он получил Ph.D. с диссертацией, озаглавленной «On Certain Configurations of Algebraic Geometry Having Groups of Self-Transformations Representable by Symmetry Groups of Certain Polygons», написанной под руководством Бейкера. Будучи аспирантом, он учился со многими известными геометрами, включая Ходжа, и дружил с Кокстером и Семплом. Он был избран членом Тринити-колледжа на четыре года. В это время он много путешествовал, посетил Рим, где он работал с Федериго Энриквесом, затем в 1934 году Принстонский университет, где он посещал лекции Джеймса Александера, Лютера Эйзенхарта, Соломона Лефшеца, Освальда Веблена, Джозефа Веддербёрна и Германа Вейля.
В 1936 году Дю Валь стал ассистентом математического факультета Университета Манчестера, где он оставался в течение пяти лет. Затем он получил финансирование от британского консульства, чтобы работать профессором чистой математики в Стамбульском университете. Там он выучил турецкий и даже написал книгу по координатной геометрии на этом языке.
Недолго поработав в Университете Джорджии в США, он вернулся в Великобританию, сначала получив позицию в Бристоле, а затем в 1954 году в Университетском колледже Лондона, где он работал до выхода в отставку в 1970 году. Вместе с Семплом он руководил лондонским семинаром по геометрии.
У Патрика Дю Валя было трое детей и 10 внуков.

## Поздние годы
После выхода в отставку Дю Валь вернулся в Стамбул. В течение трёх лет он занимал тот же пост, что и ранее, а затем вернулся в Кембридж.
Он остался в памяти как интересная личность. Например, в Манчестере во время войны его запомнили как фигуру в плаще, шагающую по парапетам, когда он выполнял обязанности пожарного. Известно также, что он удивлял путешествующую публику, нося с собой сетку с разноцветными звёздчатыми икосаэдрами.